# イチゴの誘惑
「イチゴの誘惑」（イチゴのゆうわく）は、竹内まりやの7枚目のシングル。アルバム『PORTRAIT』からの先行シングルとして1981年4月5日にRCA（RVC）から発売された。

## 解説
2枚目のシングル「ドリーム・オブ・ユー〜レモンライムの青い風〜」のレモン、4枚目のシングル「不思議なピーチパイ」の桃に続く、フルーツ・ポップスとして、松本隆と林哲司が書き下ろした作品である。
バック・コーラスには竹内まりやの他、EPOと大貫妙子が参加。竹内は、コーラス・ブースで自分たちRCAシスターズが3人で「ワン・ツー・スリー♪」と声を合わせる際に、「可愛い感じで」とか「ここはもっと囁く感じで」などと相談しながらやっていくうち、次第にぶりっ子で歌っている自分たちが急におかしくなって吹き出してしまった楽しいレコーディングの思い出を振り返りつつ、可愛い仕上がりになったこの楽曲を気に入っていると語っている。

## 収録曲
| #         | タイトル              | 作詞       | 作曲       | 編曲      | 時間 |
| --------- | --------------------- | ---------- | ---------- | --------- | ---- |
| A.        | 「イチゴの誘惑」      | 松本隆     | 林哲司     | 林哲司    | 3:40 |
| B.        | 「悲しきNight & Day」 | 竹内まりや | 竹内まりや | 山下達郎  | 4:12 |
| 合計時間: | 合計時間:             | 合計時間:  | 合計時間:  | 合計時間: | 7:52 |

## 参加ミュージシャン
イチゴの誘惑
- ドラムス：青山純
- ベース：伊藤広規
- ギター：青山徹、今剛
- キーボード：難波弘之
- バック・ボーカル：竹内まりや、EPO、大貫妙子

悲しきNight & Day
- ドラムス：山下達郎
- ベース：山下達郎
- ギター：山下達郎
- アコースティック・ピアノ：岡田徹
- キーボード：山下達郎
- パーカッション、マリンバ：山下達郎
- バック・ボーカル：EPO、山下達郎

## 収録アルバム
- 『PORTRAIT』（1981年）
- 『RE-COLLECTION II』（1985年）

※ 上記の2アルバムには、カップリングの「悲しきNight & Day」も収録。ちなみに「悲しきNight & Day」は『Best Pack』（1986年）、『Morning Glory』（1990年）にも収録。

## 参考資料
- 『PORTRAIT』（ライナーノーツ）竹内まりや、Ariola Japan、2019年3月。BVCL 944。 – 初盤は1981年10月